# دانيال بلامر
دانيال بلامر (بالفرنسية: Daniel Plummer)‏ ولد بتاريخ 2 يناير 1957 في بلجيكا، هو دراج بلجيكي سابق.

## روابط خارجية
- دانيال بلامر على موقع أرشيف الدراجات (الإنجليزية)
- دانيال بلامر على موقع إحصائيات الدراجات الإحترافية (الإنجليزية)